# Philippe Bugalski
Philippe Bugalski, född 12 juni 1963 i Busset, Allier, död 10 augusti 2012 i Vichy, Allier, var en fransk rallyförare.

## WRC Segrar
| # | Tävling                                | Säsong | Kartläsare         | Bil                   |
| - | -------------------------------------- | ------ | ------------------ | --------------------- |
| 1 | 35º Rallye Catalunya-Costa Brava       | 1999   | Jean-Paul Chiaroni | Citroën Xsara Kit Car |
| 2 | 43ème Tour de Corse - Rallye de France | 1999   | Jean-Paul Chiaroni | Citroën Xsara Kit Car |